# Yuquan Guan

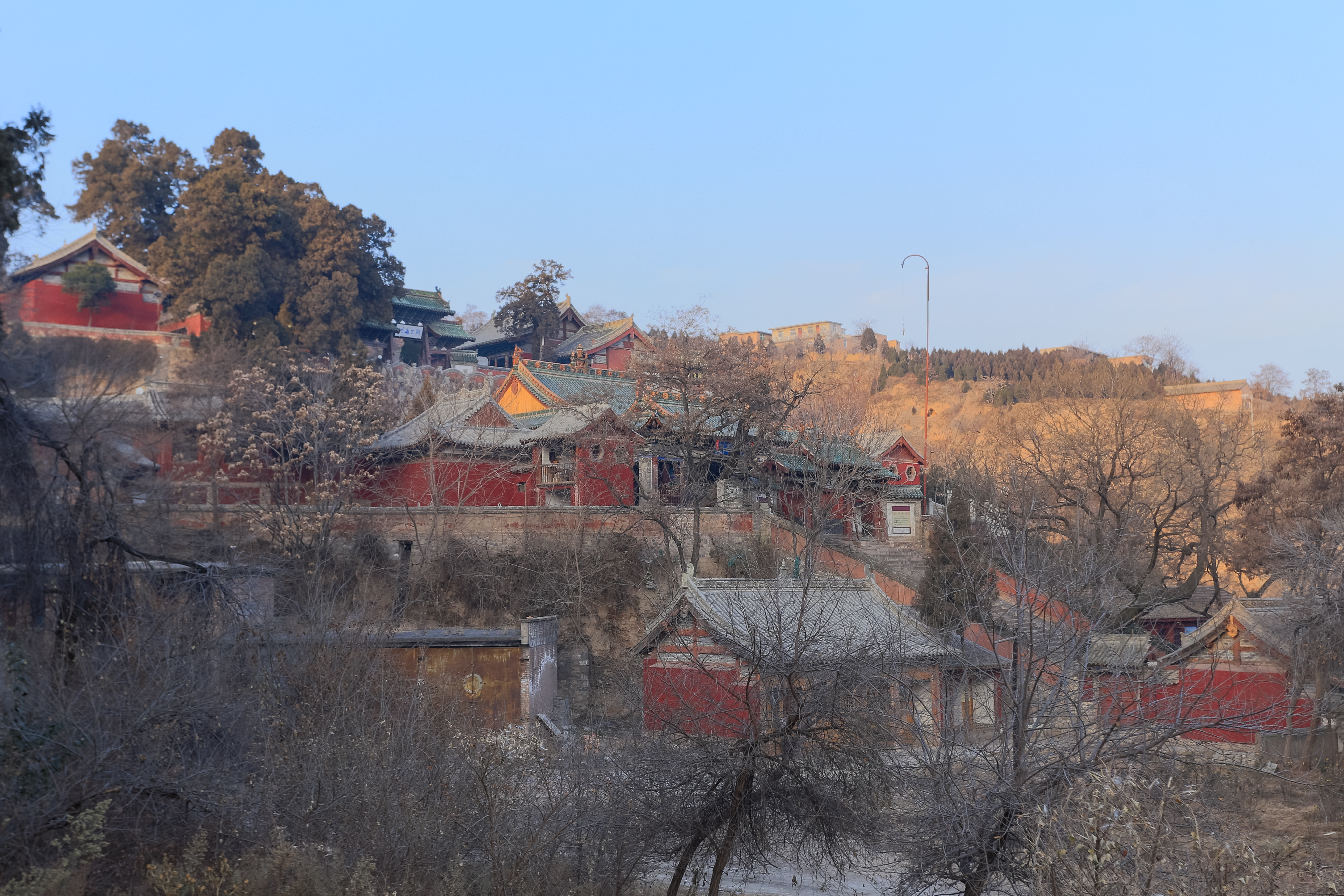
Yuquan Guan (2014)

Der  Yuquan Guan (Jadequellen-Tempel; chinesisch 玉泉观, Pinyin Yùquán Guàn, englisch Jade Spring Temple/Yuquan Taoist Temple) ist ein daoistischer Tempel aus der Zeit der Yuan-Dynastie in Tianshui in der chinesischen Provinz Gansu. Er steht seit 2006 auf der Liste der Denkmäler der Volksrepublik China (6-795).